# Condado de Carroll (Indiana)
El condado de Carroll (en inglés: Carroll County), fundado en 1830, es uno de 92 condados del estado estadounidense de Indiana. En el año 2008, el condado tenía una población de 20 165 habitantes y una densidad poblacional de 21 personas por km². La sede del condado es Nashville. El condado recibe su nombre en honor a Charles Carroll.

## Geografía
Según la Oficina del Censo, el condado tiene un área total de 971 km², de la cual 963 km² es tierra y 8 km² (0.75%) es agua.

### Condados adyacentes
- Condado de Cass (noreste)
- Condado de Howard (este)
- Condado de Clinton (sur)
- Condado de Tippecanoe (suroeste)
- Condado de White (noroeste)

## Demografía
Según la Oficina del Censo en 2000, los ingresos medios por hogar en el condado eran de $42 677, y los ingresos medios por familia eran $50 216. Los hombres tenían unos ingresos medios de $35 348 frente a los $21 385 para las mujeres. La renta per cápita para el condado era de $19 436. Alrededor del 6.80% de la población estaban por debajo del umbral de pobreza.

## Transporte

### Autopistas principales
- U.S. Route 421
- Carretera Estatal de Indiana 18
- Carretera Estatal de Indiana 25
- Carretera Estatal de Indiana 29
- Carretera Estatal de Indiana 75
- Carretera Estatal de Indiana 218

### Ferrocarriles
- Norfolk Southern Railway
- Winamac Southern Railroad

## Municipalidades

### Ciudades y pueblos
| - Burlington - Camden - Delphi | - Flora - Yeoman |

### Áreas no incorporadas
| - Bringhurst - Burrows - Cutler - Deer Creek - Lockport | - Ockley - Owasco - Pittsburg - Radnor - Rockfield | - Sharon - Sleeth - Wheeling |

Extintos
| - Carrollton - Lexington | - Prince William - Woodville |

### Municipios
El condado de Carroll está dividido en 4 municipios:
| - Adams - Burlington - Carrollton - Clay - Deer Creek - Democrat - Jackson | - Jefferson - Liberty - Madison - Monroe - Rock Creek - Tippecanoe - Washington |